# Тимаков, Александр Павлович
Александр Павлович Тимаков (29 июня 1923, Москва — 22 апреля 1994, там же) — участник Великой Отечественной войны, полный кавалер ордена Славы, командир орудия самоходной артиллерийской установки ИСУ-152 368-го тяжёлого самоходного артиллерийского полка, гвардии старший сержант.

## Биография
Родился 29 июня 1923 года в Москве. Окончил 7 классов школы, в 1939 году — школу ФЗУ. Работал слесарем на заводе.
В армии с 1941 года. Участник Великой Отечественной войны с июля 1941 года.
В должности связного командира 254-го отдельного истребительно-противотанкового артиллерийского дивизиона 2 апреля 1944 года в бою за город Тернополь под артиллерийским огнём противника своевременно передавал приказания командирам батарей. Открыв огонь по атакующей пехоте, истребил до 10 автоматчиков, захватил 2 вражеских миномёта, чем способствовал успешному продвижению стрелковых подразделений. 23 апреля 1944 года награждён орденом Славы 3-й степени.
В должности командира орудия самоходной артиллерийской установки ИСУ-152 368-го гвардейского тяжёлого самоходного артиллерийского полка в составе экипажа в январе 1945 года на подступах к городу Краков подбил 2 вражеских танка, 2 бронетранспортёра, подавил огонь 5 орудий, 6 пулемётов, поразил 4 дота, 5 дзотов, уничтожил свыше взвода пехоты врага. 20 февраля 1945 года награждён орденом Славы 2-й степени.
29-30 марта 1945 года в боях в 20 км западнее города Рыбник с артиллеристами вывел из строя несколько артиллерийских и миномётных батарей, 2 противотанковых орудия, 2 дзота, много живой силы противника.
Указом Президиума Верховного Совета СССР от 29 июня 1945 года гвардии старший сержант Тимаков Александр Павлович награждён орденом Славы 1-й степени.
После войны продолжал службу в армии. В 1947 году старшина А. П. Тимаков демобилизован.
Жил в Москве. Работал бригадиром слесарей на фабрике, слесарем-механиком в НИИ электротехники.
Умер 22 апреля 1994 года. Похоронен на Ваганьковском кладбище в Москве.
Награждён орденами Отечественной войны 1-й степени, Красной Звезды, Славы 3-х степеней, медалями.